# カワサキ・ZX-4

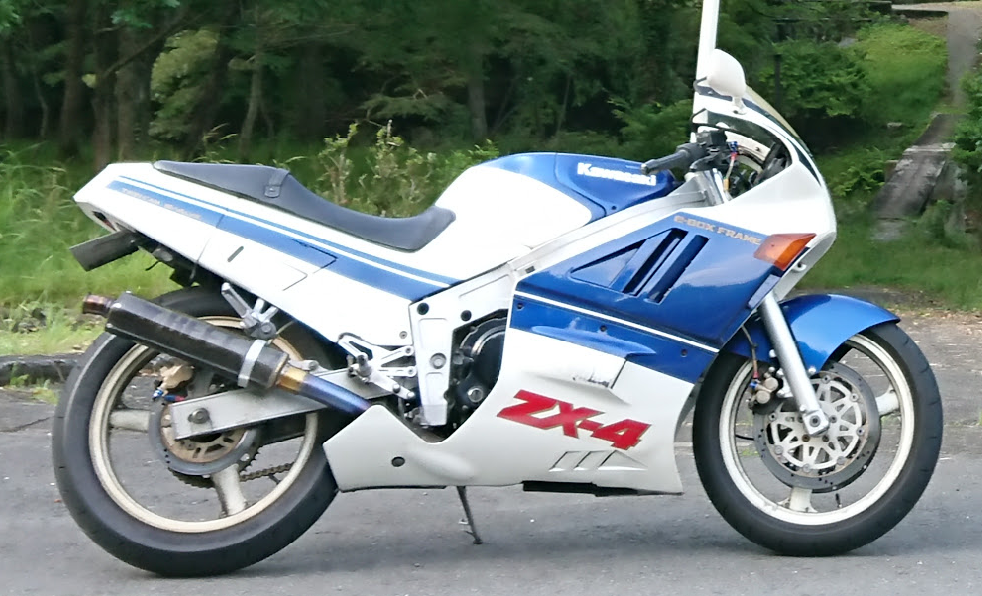
ZX400G1：Kawasaki Heavy industries

カワサキ・ZX-4（ゼットエックスフォー）は、川崎重工業が日本国内向けに製造、販売していたオートバイの車種名。

## 概要
1987年の第27回東京モーターショーで輸出向けモデルのZX-10とともに発表され、翌1988年より販売開始。2ストローク250ccクラスのKR-1と同時に世に送り出したバイクである。
特筆すべきは、1988年の鈴鹿4時間耐久レース（SPクラス）にて「モーターサイクルドクターSUDA」の車両が優勝した事である。（F3クラスの優勝はYAMAHA車であった。またカワサキがF3で優勝するのは91年まで待つこととなる）「モーターサイクルドクターSUDA」の技術とZX400GEの潜在能力が高かったと言える。
※Dr.SUDAはZX400GEにIPTOSと呼ばれる加工を施すことで、90PS(グロス値)を発生させていた。
メインフレームはe-BOX FRAMEと呼ばれる（「e-BOX」の「e」は「egg」の「e」で、フレームを真上から見た際に卵型に見えることから）専用設計のアルミ製押し出し材「日の字断面」のツインチューブを採用。
また搭載されるエンジンは、カワサキにおける初の400cc専用設計となる（右側）サイドカムチェーン方式の水冷DOHC4バルブ直列4気筒。最高出力59ps（公称）は当時の自主規制値であるが、乾燥重量が152kgと、400ccクラスに於いて最軽量の車重である事と相まって、400ccクラス最強とも言われる動力性能を発揮した。
エンジン型式は、ZX400GEで、このエンジンはZX-4の販売終了後もZXR（途中更なるパワー規制を経て）、XANTHUSへと受け継がれた。
※ZX400GEは国内4メーカーに於いて、並列4気筒エンジン、400cc専用設計に限定すれば、現在でも最も新しい設計のエンジンである。(ZX-4R(R)は、エンジンの一部を除きZX-25Rと共通設計です。)
またZX-4のエンジンは単体で40kg台と軽量小型化が進んでいた。
ZX-4の難点はドン付きの強いエンジンと、少々貧弱なブレーキキャリパー（効きの強さはもう一歩だが、使いこなせばかなりコントローラブルである。また、純正フロントブレーキパッドは2014年夏に販売終了となった。）、フロントライトな点であろうか。
カラーバリエーションは、たった1年という短期間の製造販売の割にG1、G1A、G1Bの3タイプ5色もあり、「G1」は基調色に直線的なラインを差し色としたカラーリングで、エボニー（差し色レッド）とホワイト（差し色ブルー）の2パターンをラインナップ、「G1A」は鈴鹿4耐優勝を記念した、ライムグリーンのFORMULA-3カラーリングモデル。
「G1B」はツートーンカラーで、レッド/ホワイトとブルー/シルバーの2パターンをラインナップ。フレーム番号で前期後期モデルが存在、大きな変更点としてカムチェーンテンショナー、その他細かな見直しが計られた。（外観上は、カラーリング変更以外の判別不能）
このバイクは当時の流行に合わず、1988年の1年間のみ製造され生産終了。

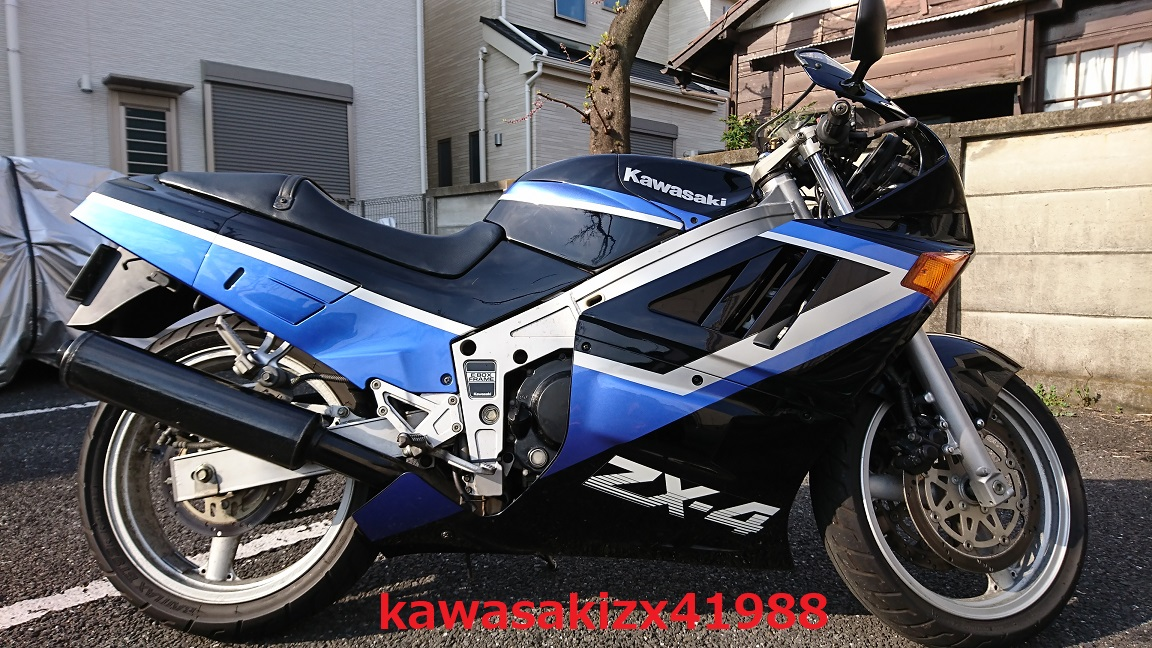
ZX-4

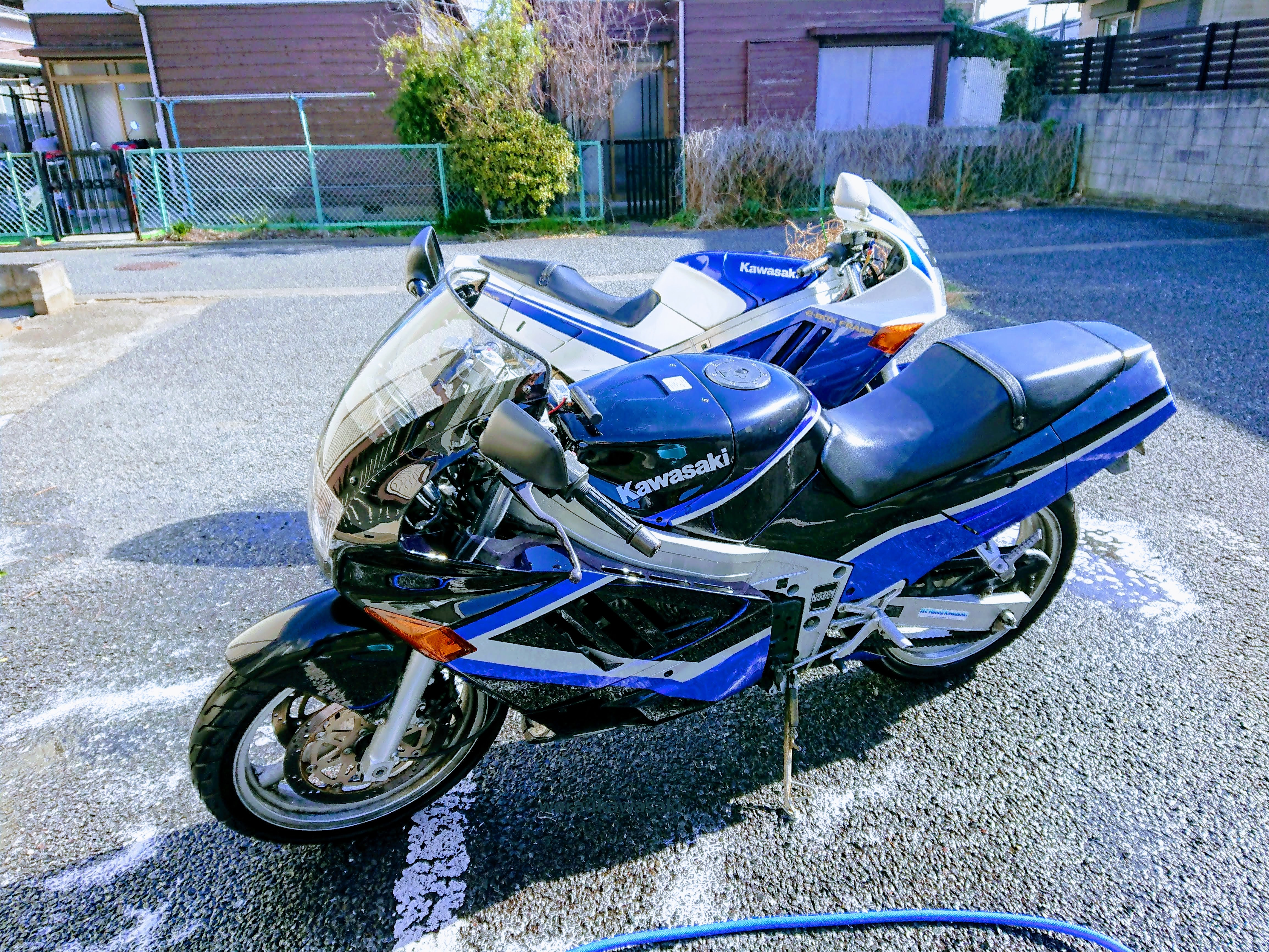
ZX400G1、ZX400G1B

翌1989年には後継車種のZXR400に400cc旗艦モデルの座を譲った。
製造期間が1年と非常に短く、販売台数も極端に少なかったため、希少車の扱いを受ける。